# Estación de Louis Blanc
Louis Blanc es una estación de las líneas 7 y 7 bis del metro de París situada en el X Distrito de la ciudad. Es el terminal oeste de la línea 7 bis.

## Historia
Se abrió en 1910 como parte de la línea 7. En 1911, se creó un ramal a partir de esta estación hacia Pré-Saint Gervais que fue tal ramal hasta el 3 de diciembre de 1967, momento en que se creó la línea 7 bis.
La estación debe su nombre a Louis Blanc político e historiador francés.

## Descripción
Se compone de dos bóvedas diferenciadas cada una con un andén central de 75 metros de longitud y dos vías. El hecho de que la línea 7 bis fuera durante mucho tiempo una parte más de la línea 7 explica que las dos líneas compartan instalaciones. 
La explotación de la estación estaba organizada en un principio para permitir una correspondencia en el mismo andén en los dos sentidos de la línea 7, sin embargo esto obligaba a los convoyes a realizar complejas maniobras que se han acabado descartando optando por que los trenes de la línea 7bis inviertan la marcha en uno de los andenes.
Las bóvedas de la estación están revestidas de azulejos blancos planos, sin biselar. La iluminación es de estilo Ouï-dire realizándose a través de estructuras que recorren los andenes sujetados por elementos curvados que proyectan una luz difusa en varias direcciones. Inicialmente esta iluminación coloreaba las bóvedas pero esta característica se ha perdido. 
La señalización, sobre paneles metálicos de color azul y letras blancas adopta la tipografía Motte. Por último, los escasos asientos de la estación son amarillos, individualizados y de tipo Motte.

## Accesos
Uno de los accesos a la estación realizado por Hector Guimard, está catalogada como Monumento Histórico desde 1978.
|imagen         = Entrée Station Métro Louis Blanc Rue Faubourg Saint Martin - Paris X (FR75) - 2021-06-23 - 2.jpg
|tamaño de foto = 90 px